# John Rowser
John Rowser é um ex-jogador profissional de futebol americano estadunidense.

## Carreira
John Rowser foi campeão do Super Bowl II jogando pelo Green Bay Packers.